# Sofaplanet
Sofaplanet war eine deutsche Band aus Berlin.

## Geschichte
Sofaplanet gingen 1998 aus der Schülerband Shaped Waters von Sven Rathke, Jakob Großmann und Jan Kertscher hervor. 1999 veröffentlichte die Band in Eigenregie ihren ersten Tonträger unter dem Namen Sofaplanet mit dem Titel So viel Zukunft braucht kein Mensch. Sofaplanet unterschrieben einen Plattenvertrag bei X-Cell Records und begannen daraufhin in Brüssel mit den Aufnahmen für ein neues Album. Im Mai 2000 verließ Bassist Jakob Großmann die Band. Kertscher und Rathke arbeiteten zu zweit in Hamburg weiter an neuen Aufnahmen. Den Bass auf diesen Aufnahmen spielten Ian O’Brien-Docker, ein Freund des Sofaplanet-Produzenten Franz Plasa und Tobias Siebert von der Band Delbo. Der Rest der Aufnahmen wurde mit dem neuen Mitglied Martin Gottschild fortgesetzt.
Die Ergebnisse der Arbeiten erschienen 2001 auf dem Album Sternzahl unendlich. Auch zwei Titel mit Jakob Großmann am Bass fanden ihren Weg auf die Platte. Als erste Single wählte das Label den Song Liebficken aus, welcher den Stil der restlichen Lieder des Albums nicht widerspiegelte. Liebficken wurde ein Hit und stieg in der ersten Woche nach Veröffentlichung auf Platz 13 der deutschen Single-Charts ein. Auch das Album erreichte später die Charts. Sofaplanet traten in der nächsten Zeit in vielen Fernsehshows (u. a. Top of the Pops und The Dome) auf und waren einige Male Thema in der Bravo. Es begann eine, aus Sicht der Band, schwierige Zeit: Die meisten Menschen reduzierten die Band nur noch auf Liebficken, viele Fans der ersten Stunde wandten sich von der Band ab.
Für die zweite Single forderte X-Cell Records eine Neuaufnahme des Songs Nie wieder, welche mehr nach Bands wie Die Ärzte klingt. Sofaplanet setzten dies widerwillig um. Das dazugehörige Video wurde von MTV und VIVA abgelehnt bzw. nur selten und nachts gezeigt, weshalb X-Cell Records keine Chance auf einen Hit sah und das Projekt beendete. Das im Oktober 2001 von Sofaplanet selbstgedrehte Video zu Zwei sind wichtig wurde vom Label gar nicht mehr bei den Musiksendern vorgelegt. Ihrer Unzufriedenheit zum Trotz verlängerten Sofaplanet den Vertrag mit X-Cell Records im September 2002. Auf den folgenden Demoaufnahmen sah das Label jedoch keine „Hits“. Erst 2003 konnten Sofaplanet aus dem Vertrag aussteigen.
Im Oktober 2002 nahmen Sofaplanet mit Tobias Siebert eine 3-Track-EP auf, welche auf Konzerten verkauft wurde. Das neue Album Power to the Poeble wurde zusammen mit Produzent Steve Cooper aufgenommen und 2004 bei Wannsee Records veröffentlicht, konnte jedoch nicht an die Erfolge von Sternzahl unendlich anknüpfen. Seit 2005 liegt die Band Sofaplanet offiziell auf Eis. Die Mitglieder der Band sind jedoch weiterhin auch in dem 2003 gegründeten Projekt Beatplanet aktiv. Sven Rathke begann zudem eine Solokarriere unter dem Pseudonym Sven van Thom und neben seinem Bühnenpartner Martin Gottschild ist er der musikalische Teil des Comedy-Duos Tiere streicheln Menschen.

## Diskografie

### Alben
- 1999: So viel Zukunft braucht kein Mensch
- 2001: Sternzahl unendlich
- 2004: Power to the Poeble

### EPs
- 2002: Sofaplanet

### Singles
- 2001: Liebficken
- 2001: Nie wieder
- 2001: Kandierte Äpfel (stark limitierte Single)
- 2004: Das Ultimative
- 2005: Ich wäre gerne so